# Notices of the American Mathematical Society
Notices of the American Mathematical Society – czasopismo dla członków Amerykańskiego Towarzystwa Matematycznego. Każdego roku wydawane jest 11 numerów (czerwcowy i lipcowy wydawane są łącznie). Czasopismo to jest wysyłane do około 30 tysięcy członków AMS na całym świecie.
Zawiera artykuły przeglądowe o najnowszych trendach w matematyce, recenzje prac i książek, informacje o konferencjach, ogłoszenia o nagrodach, stypendiach i pracy, a także informacje o  działalności towarzystwa.